# Cayo Largo del Sur
Cayo Largo del Sur, anche conosciuta semplicemente come Cayo Largo, è una piccola isola appartenente alla Repubblica di Cuba, nel Mar dei Caraibi; è lunga non più di 25 km e larga 3 km. Si trova a 177 km a sud di L'Avana.
L'isola è uno dei 300 isolotti che costituiscono l'arcipelago de Los Canarreos e, rispetto a questo, si colloca all'estremo est. Questo territorio rimase disabitato fino agli anni Ottanta, momento in cui si diede inizio alla realizzazione di resort turistici anche se la zona risulta essere ancora oggi vergine e inesplorata.

## Caratteristiche
Cayo Largo possiede 27 km di spiagge caratterizzate da una sabbia fine, chiara e sempre fredda, qualità presente in pochi altri posti al mondo. L'isola è incontaminata e la numerosa fauna selvatica, tra cui spiccano i pellicani, i pappagalli, le iguane, le tartarughe marine e gli aironi, attira turisti da ogni parte del globo; l'aeroporto locale è servito da voli argentini, italiani e canadesi.
Cayo Largo è un'isola calcarea formatasi nel corso di milioni di anni dai resti di organismi marini, quelli che formano le barriere coralline. Intorno all'isola, a soli 35 m di profondità, è presente una barriera corallina di 19 miglia nautiche.

## Storia
L'isola era originariamente occupata dagli indiani Tainos e sono state rinvenute tracce della civiltà Siboney. Cristoforo Colombo visitò l'isola nella spedizione del 1494 e Francis Drake potrebbe essersi fermato sull'isola durante la sua circumnavigazione del globo. Molto probabilmente i pirati utilizzarono l'isola come base.
Nel 2001 l'isola fu coperta dall'uragano Michelle
Il curioso nome Cayo Largo si deve alla sua forma allungata e alle prime allusioni che apparvero nei rapporti dei capitani generali dell’isola del XVII secolo. Al contrario, è stato dimostrato che i primi scopritori furono gli aborigeni precolombiani del XIV e XV secolo.

## Turismo
Una delle principali attrazioni turistiche di Cayo Largo sono Playa Sirena e Playa Paraiso. Si può facilmente attraversare le due spiagge quando la marea non è alta.
Playa Punta Mal Tiempo è la più solitaria delle spiagge mentre Playa Sirena, la più grande, possiede meravigliose palme.
Sono ugualmente degni di nota Cayo de los Monos, Cayo Rico, un isolotto abitato esclusivamente da iguane, Cayo del Rosario situato a ovest di Cuba e Cayo Iguana, raggiungibile in vela o catamarano. Dal punto di vista del turismo sostenibile la zona ospita la Fattoria delle Tartarughe, un rifugio animale situato a nord dell’isola.
Vi sono tre zone di immersione: la più vicina presenta montagne di corallo di grandi dimensioni, la seconda deve la sua popolarità alla diversità dei pesci tropicali; la più lontana contiene pareti molto profonde di circa 200 metri.

## Trasporti
L'aeroporto Vilo Acuña è un aeroporto internazionale presente sull'isola.